# Ewald von Massow
Ewald Robert Valentin von Massow (ur. 17 kwietnia 1869 w Białogardzie, zm. 12 października 1942 w Berlinie) – niemiecki generał oraz Gruppenführer.

## Życiorys
Syn generała Roberta von Massow i Marthy von Loeper. Pochodził z pomorskiej rodziny szlacheckiej wywodzącej się z miejscowości Maszewo.
Po jego wojskowej karierze, najpierw jako Generalleutnant później jako adiutant przyboczny księcia i króla, po zakończeniu I wojny światowej wstąpił do NSDAP, gdzie został po pewnym czasie kierownikiem przy nadkomisarzu (Reichsleiter).
Dnia 15 października 1902 r. ożenił się we Wrocławiu z Eriką von Wallenberg-Pachaly i ze swoją rodziną mieszkał w Berlinie przy ul. Brückenallee 31. Posiadali również dom w pobliżu Mysłakowic. 
Był prezesem Niemieckiej Centrali Wymiany Akademickiej (Deutscher Akademischer Austauschdienst - DAAD).
Ewald von Massow zmarł w 1942 roku w Berlinie na ostrą niewydolność serca.

## Odznaczenia
Otrzymał tytuł Doctor honoris causa oraz został odznaczony Orderem Rodu Hohenzollernów.